# Il terzo uomo (romanzo)
Il terzo uomo (The Third Man) è un romanzo dell'autore inglese Graham Greene. È ambientato nella Vienna del secondo dopoguerra, una città divisa tra le potenze Alleate e piena di intrighi. Originariamente scritta nel 1948 come trattamento per il film del 1949 diretto da Carol Reed, la storia fu successivamente pubblicata come opera autonoma nel 1950.

## Trama
La narrazione segue Rollo Martins, uno scrittore britannico di romanzi popolari western, che arriva a Vienna su invito del suo più vecchio e caro amico Harry Lime, solo per scoprire che Lime è recentemente morto in un sospetto incidente stradale. Al funerale di Lime, Martins incontra il maggiore Calloway, un poliziotto militare britannico, che accenna al coinvolgimento di Lime in attività criminali.
L'affetto e la lealtà di Martins verso Lime lo spingono a indagare sulle circostanze della morte del suo amico, dando inizio a un'indagine personale. Si imbatte in incongruenze nei racconti sulla morte di Lime, in particolare riguardo a un misterioso "terzo uomo" visto sulla scena. Man mano che Martins approfondisce, scopre una rete di corruzione e inganno che coinvolge Lime nella vendita illegale di penicillina diluita, che ha causato numerose morti.
Martins scopre quindi che Lime è vivo e che aveva inscenato la propria morte per sfuggire alla cattura. Ne segue un confronto teso, che culmina in un drammatico inseguimento attraverso le fognature di Vienna. Alla fine, Martins si trova di fronte a un dilemma morale che mette alla prova la sua lealtà e il suo senso della giustizia.

## Personaggi
- Holly Martins, scrittore americano di romanzi western popolari e protagonista del testo
- Harry Lime, il vecchio amico di Martins
- Anna Schmidt, attrice ceca e devota amante di Lime
- Maggiore Calloway, ufficiale della polizia militare britannica che informa Martins delle attività illecite di Lime e chiede il suo aiuto
- Sergente Paine, assistente di Calloway, fan dei romanzi di Martins
- "Barone" Kurtz, un associato di Lime che si presenta come un aristocratico e fornisce racconti contrastanti sulla morte di Lime
- Dottor Winkel, medico coinvolto nelle attività illecite di Lime
- Popescu, un altro associato di Lime, il cui comportamento evasivo complica l’indagine di Martins
- Karl, il portiere del palazzo di Lime, che offre informazioni cruciali sulle circostanze della presunta morte di Lime
- La padrona di casa di Anna, personaggio minore che offre rifugio ad Anna

## Edizioni
- Il terzo uomo, traduzione di Gabriele Baldini, Milano, Bompiani, 1951, 1972, 2000.
- Il terzo uomo, traduzione di Gabriele Baldini, Milano, Collana I libri del pavone n.55, Milano, Mondadori, 1955.
- Il terzo uomo, traduzione di Gabriele Baldini, Milano, Collana Oscar n.355, Mondadori, 1971.
- Il terzo uomo, traduzione di Alessandro Carrera, Palermo, Sellerio, 2021.